# Układ w Dzierzgoniu
Układ w Dzierzgoniu (lub traktat dzierzgoński, ugoda dzierzgońska) został podpisany 7 lutego 1249 na zamku w Dzierzgoniu, po zakończonym pierwszym powstaniu Prusów. W wydarzeniu uczestniczył legat papieski Jakub z Leodium, późniejszy papież Urban IV.
Umowa została podpisana po klęsce Prusów poniesionej w bitwie pod Dzierzgoniem. Zobowiązywała Prusów do przestrzegania zasad religii chrześcijańskiej, ostatecznego wyrzeczenia się praktyk i wierzeń pogańskich, płacenia dziesięciny oraz służby wojskowej dla Krzyżaków. W zamian Prusowie otrzymali wolność osobistą, prawo dziedziczenia dóbr, a także uzyskali równouprawnienie z ludnością niemiecką. Zapewniono im dostęp do święceń duchownych, a szlachcie zagwarantowano możliwość pasowania na rycerzy. Prusowie w sprawach sądowych i ustrojowych mieli stosować prawo polskie. Umowa dotyczyła jedynie mieszkańców Prus, którzy poddali się Zakonowi – Pomezanów oraz mieszkańców Natangii i północnej części Warmii. Na mocy układu w Dzierzgoniu Prusowie przenieśli się za Pasłękę. Tereny na nich zdobyte skolonizowali chłopi z Mazowsza, Czech i Niemiec.